# Катеринівка (Тетерівська сільська громада)
Катери́нівка — село в Україні, у Тетерівській сільській територіальній громаді Житомирського району Житомирської області. Населення становить 99 осіб (2001).

## Історія
У 1906 році — колонія Троянівської волості Житомирського повіту Волинської губернії. Відстань від повітового міста 20 верст, від волості 16. Дворів 34, мешканців 366.
7 серпня 2015 року включене до складу новоутвореної Тетерівської сільської територіальної громади Житомирського району Житомирської області.